# Francisco José Artiga

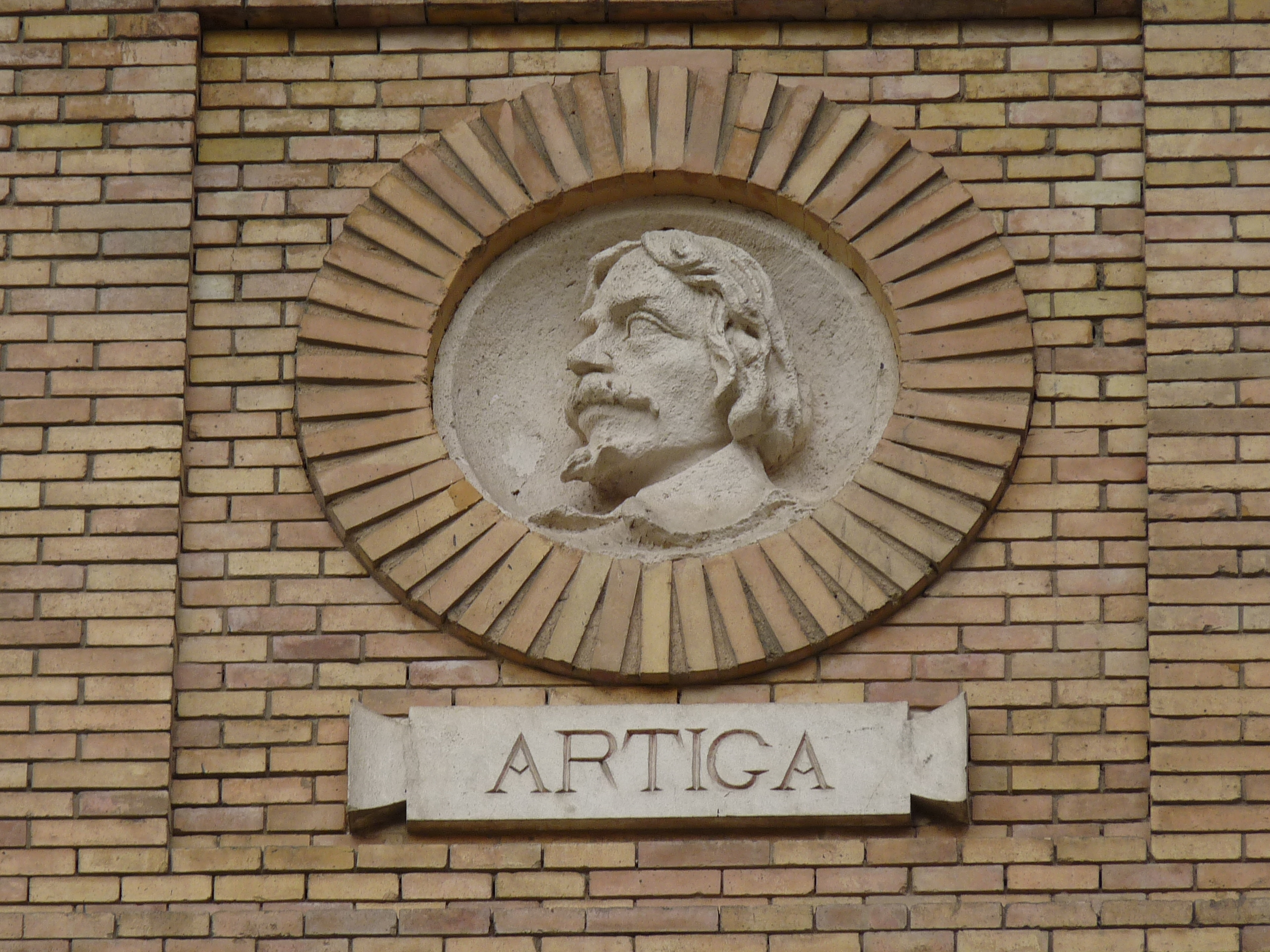
Medalló amb un relleu representant a Artiga a l'Antiga Facultat de Medicina de Saragossa.

Francisco José Artiga (Osca, 1650 - Osca, 20 d'abril de 1711) fou un escriptor, gravador, pintor, arquitecte, matemàtic i astrònom aragonès.
Va escriure quinze llibres de temàtica diversa, tant de matemàtiques i ciència, com d'astronomia i gramàtica, dels quals l'Epítome de la elocuencia española (1692) va tenir molt de succés. És una retòrica en vers que tingué sis reimpressions durant el segle xvii. Francisco José Artiga formà part del cercle de Vincencio Juan de Lastanosa pel qual elaborà els gravats del seu Tratado de la moneda jaquesa y de otras de oro y plata del Reyno de Aragón (Saragossa, 1681). El 1692 va obtenir la càtedra de matemàtiques de la Universitat d'Osca. Com a arquitecte va dissenyar la façana d'aquesta universitat i des del 1690 en supervisà lexecució. Va elaborar un tractat inèditde poliorcética, Fortificación elemental, que il·lustrà ell mateix. Segons Juan Agustín Ceán Bermúdez fou pintor de perspectives i gravador al cisell i aiguafort.